# Gołąbek płowy
Gołąbek płowy (Russula gilva Zvára) – gatunek grzybów należący do rodziny gołąbkowatych (Russulaceae).

## Systematyka i nazewnictwo
Pozycja w klasyfikacji według Index Fungorum: Russula, Russulaceae, Russulales, Incertae sedis, Agaricomycetes, Agaricomycotina, Basidiomycota, Fungi.
Po raz pierwszy opisał go w 1927 roku Jaroslav I. Zvára i nadana przez niego nazwa naukowa jest ważna. Brak typu nomenklatorycznego. Polską nazwę zarekomendował Władysław Wojewoda w 2003 r.

## Morfologia
Kapelusz
Średnica do 6 cm, płaski, okrągły, na koniec wklęsły wskutek wyprostowania brzegu, który z wiekiem jest krótko żłobiony. Powierzchnia jasnożółta, nieco ciemniejsza na środku. Skórka łatwo dająca się oddzielić, z wyjątkiem samego środka, gładka i błyszcząca, tylko trochę szorstka po wysuszeniu.
Blaszki
Średnio gęste, lekko rozwidlone, z kilkoma dużymi, zaokrąglonymi, wypukłymi i bardzo tępymi blaszkami, o szerokości 6–7 mm, jasnożółte do kremowych. Ostrza blado pomarańczowożółte, wyraźnie przerywane.
Trzon
Wysokość do 5,5 cm, grubość 1,1 cm, całkowicie pusty, zredukowany do cienkiej kory, zwężający się ku górze i rozszerzający pod blaszkami, u nasady pogrubiony, maczugowaty, o średnicy do 1,7 cm. Powierzchnia biała, lekko słomkowata, brązowawożółtawa, zwłaszcza na grzbiecie zmarszczek, bardzo drobno i gęsto pomarszczona.
Miąższ
Dość cienki, dość kruchy, biały, lekko brązowiejący, o słabym zapachu, nigdy mirabelki i słodkim smaku.
Cechy mikroskopowe
Zarodniki 7,5–8,5 × 6,5–7,2 µm, prawie kuliste do odwrotnie jajowatych, grudkowate i brodawkowate, z brodawkami częściowo połączonymi łącznikami, rzadziej miejscowo krystaliczne lub dołkowane. Brodawki półkuliste lub lekko stożkowate, o wysokości do 0,87 µm, często skupione, czasami w wiązki, dość liczne, podobnie jak zróżnicowane pod względem średnicy łączniki. Wyrostek wnęki 1,12–1,5 × 1,25–1,37 µm, pora rostkowa mniej lub bardziej zaokrąglona, o średnicy około 3,25 µm, wyraźnie amyloidalna, brodawkowata. Podstawki 35–43 × 9–11 µm. Cystydy wrzecionowate, 67–85 × 7,5–9 µm, zazwyczaj zwężone u góry, pod działaniem sulfowaniliny zmieniające barwę na szarą w górnej części. Skórka włóknista, w epikutisie włoski, niektóre cylindryczne i wygięte, lub ściśnięte w tępą szyjkę na górze, inne maczugowate lub nawet główkowate, szerokie na górze na 3–8 µm, z towarzyszącymi im stosunkowo szerokimi (4–7 µm) strzępkami pierwotnymi, bardzo silnie inkrustowanymi, a nawet otoczonymi gęstym rękawem z substancji kwasoodpornej, cylindrycznymi, tępymi, czasami nieco zwężającymi się ku górze, ale nieznacznie. W korze trzonu przewody mleczne.

## Występowanie i siedlisko
W Polsce do 2003 roku jedyne stanowisko podała Alina Skirgiełło w Białowieskim Parku Narodowym w 1992 r.
Naziemny grzyb mykoryzowy. Występuje w lasach iglastych i liściastych.